# Fajcsák Joachim
Fajcsák Joachim (Kömlő, Osztrák–Magyar Monarchia 1898. március  16. – Kömlő, 1964. május 28.) osztrák-magyar honvéd.

## Élete
A miskolci 10. honvéd gyalogezred katonai kiképzésére 1915-ben vonult be.  Rövid kiképzés után az 1. világháborúban az orosz fronton harcolt. Katonai pályáján részt vett a Vereckei-hágó és Uzsok körüli harcokban is. 1916-ban súlyos betegségből felgyógyulva szintén az orosz hadszíntéren harcolt, s a Sztripa folyó menti harcokban. A román hadszíntéren az Úz völgyi, Gyimesi és ojtozi-szorosi harcokban vett részt. 1918-tól az olasz fronton harcolt. Részt vett a Hétközség (Sette Comuni)  fennsíkján lezajlott harcokban és a híres asiagoi csatában, melyben súlyosan megsebesült. Kitüntették Osztrák Császári Vaskorona-renddel, melyet I. Ferenc József császár alapított, az Osztrák–Magyar Monarchia legmagasabb háborús kitüntetéseivel, a Signum Laudis ezüst- és bronz fokozatával, valamint Károly-csapatkereszttel is.